# مودي شانا
مودي شانا (بالألمانية: Moody Chana)‏ هو لاعب كرة قدم ألماني وكاميروني، ولد في 7 يناير 1999 في لير في ألمانيا.

## وصلات خارجية
- مودي شانا على موقع قاعدة بيانات كرة القدم.إي يو (الإنجليزية)
- مودي شانا على موقع بيانات كرة القدم. دي إي (الألمانية)
- مودي شانا على موقع Soccerbase.com (لاعب) (الإنجليزية)
- مودي شانا على موقع Soccerway.com (الإنجليزية)
- مودي شانا على موقع عالم كرة القدم.نت (الإنجليزية)